# Апонте, Карлос
Карлос Апонте Бенитес (исп. Carlos Aponte Benítez; 24 января 1939, Тунха — 2 августа 2008, Богота) — колумбийский футболист, участник чемпионата мира по футболу 1962 года. Является одним из успешных игроков в истории клуба «Санта-Фе», с которым выиграл 3 чемпионата Колумбии.

## Биография

### Клубная карьера
Апонте в течение восьми сезонов играл за «Санта-Фе», став важной частью команды, с которой выиграл три чемпионских титула в 1958, 1960 и 1966 годах и сыграл за команду 250 матчей.
В 1969 году возобновил карьеру игрока в клубе «Депортес Толима», в котором отыграл сезон, а завершил игровую карьеру в клубе «Унион Магдалена».

### Карьера в сборной
В составе сборной Колумбии был участником чемпионате мира по футболу 1962 года, но на турнире не играл. Через год был участником Чемпионата Южной Америки 1963 года, который как и чемпионат мира, завершился для колумбийцев неудачно. Всего за сборную Колумбии сыграл 6 матчей, в которых не забил ни одного мяча.

### Смерть
Скончался 2 августа 2008 года в Боготе в возрасте 69 лет.

## Достижения
«Санта-Фе»
- Чемпион Колумбии (3): 1958, 1960, 1966